# São João da Mata (kommun)
São João da Mata är en kommun i Brasilien.   Den ligger i delstaten Minas Gerais, i den sydöstra delen av landet, 700 km söder om huvudstaden Brasília. Antalet invånare är 2 732.
Följande samhällen finns i São João da Mata:
- São João da Mata

Omgivningarna runt São João da Mata är huvudsakligen savann. Runt São João da Mata är det ganska glesbefolkat, med 21 invånare per kvadratkilometer.